# Kid Ory
Kid Ory (Edward Ory, La Place, de Luisiana, 25 de diciembre de 1886-Honolulu, 23 de enero de 1973) fue un trombonista estadounidense de jazz tradicional.

## Historial
Comenzó a tocar, con once años, en una string band, bandas callejeras que utilizaban instrumentos caseros pero, ya en 1911, formó su Brown Skinned Babies, que incluía a King Oliver (corneta) y a Johnny Dodds (clarinete). En 1913, la banda incluye a Papa Mutt Carey en la corneta. Cuando Oliver se va a Chicago, es sustituido por Louis Armstrong.
En 1919, Ory se instala en California, donde constituye un grupo que, en 1922 grabará su famoso Ory's creole trombone. En 1924 deja Los Ángeles y la banda (cuya dirección asume Mutt Carey), y se establece en Chicago, donde graba con Armstrong y Oliver, además de Jelly Roll Morton. Permanece entre Chicago y Nueva York hasta 1930, año en que regresa a California con Carey. En 1933 deja la música, para dedicarse a la agricultura, al cuidado de caballos y, más tarde, a trabajar en el ferrocarril.
En los años 40, con el revival del dixieland, vuelve a la escena, tocando el saxo alto, aunque Orson Welles le convence de volver al trombón. Durante la década de 1950, se convierte en una de las figuras más populares del Dixieland Jubilee, haciendo extensas giras por EE. UU. y Europa. Abre un club en San Francisco, en el que sigue tocando hasta 1961.
Por razones de salud, se retira a Hawái, en 1966, con apariciones ya muy esporádicas en Festivales de Jazz y films, hasta su muerte, en 1973.

## Estilo
Kid Ory fue conocido como El Rey del Tailgate, que es precisamente un estilo trombonístico llevado a su máxima expresión por él, para cubrir sus limitadas capacidades técnicas para improvisar y que se caracterizaba por un lenguaje rudo y vehemente, de voz llena y opulenta, fraseo rápido y fluido, repleto de breves glisandos, que funciona como un perfecto sostén de la improvisación colectiva propia del hot.